# 科拿米世界
《科拿米世界》是KONAMI在1988年1月14日發售的Family Computer平台的動作遊戲。1991年1月15日發售續作《科拿米世界2》。

## 遊戲系統
遊戲開始玩家只能使用科拿米先生（コナミマン）和科拿米小姐（コナミレディ）在6個關卡解救6位英雄和尋找專屬裝備。玩家可以隨時變換英雄，每位英雄都有專屬能力來解決關卡的各種障礙。

## 登場作品
- 大盜五佑衛門（ゴエモン）
- 惡魔城（シモン）
- 月風魔傳（フウマ）
- 七寶奇謀（米奇，行動電話版未登場）
- 金剛（金剛，行動電話版未登場）
- 宇宙巡航艦（モアイ、ビッグバイパー）
- 南極大冒險（ペンギン）
- 夢大陸アドベンチャー（ペンタ，行動電話版登場）
- Bio Miracle Bokutte Upa（バイオミラクル ぼくってウパ）（ウパ，行動電話版登場）
- 兵蜂（シナモン、ツインビー）
- 魂斗羅（只有異型場景）
- 原創角色（科拿米先生、科拿米小姐、サイモン）

## 版本差異
- FC版可以玩雙人合作，行動電話版只能玩單人。
- FC版的金剛和七寶奇謀因為電影版權問題所以行動電話版改成夢大陸アドベンチャー和バイオミラクル ぼくってウパ。
- 行動電話版有分難易度EASY、NORMAL、HARD，FC版的難度是NORMAL。
- 行動電話版可以存檔，不需要抄密碼。

## 評價
日本遊戲雜誌《Famicom通信》的交叉评审給予游戏30分（滿分40），進入銀殿堂。《Family Computer Magazine》的游戏通信簿栏目打出22.48分（滿分30）。

## 外部連結
- 行動電話版官方網站 （页面存档备份，存于）KONAMI（日語）